# طمارين ذو الوشاح الذهبي
طمارين ذو الوشاح الذهبي (الأسم العلمي: Saguinus tripartitus) هو أحد أنواع الطمارين في أمريكا الجنوبية. تم العثور عليها في الإكوادور والبيرو، وتحديداً في منطقة الأمازون العليا (الأراضي المنخفضة)، وشرق جبال الأنديز في الإكوادور، وشمال شرق بيرو؛ بين نهر كوراري و نهر نابو في بيرو.

## علم التصنيف
هناك سبعة عشر نوعا في هذا الجنس، ولكن يبدو أن هناك بعض الجدل في بعض أنواعها، في الملاحظات الميدانية في أمريكا الجنوبية يقوم علماء المقارنة بدراسة العادات الغذائية وأحجام القردة ذو الوشاح الذهبي مع طمارين ذو الوشاح البني، وخلصت إلى أن أنماط أطوال نوعين كانت مشابهة جدا لتلك التي لوحظت في صنف ذو الوشاح البني. التشابه وعدم وجود دليل على التوطن مع أي من ذو الوشاح البني أو طمارين ذو الوشاح الأسود تؤدي إلى اقتراح أن ذو الوشاح الذهبي يجب إعادة النظر باعتبارها السلالة تابعه للـ ذو الوشاح البني بدلا من أن تكون أنواع منفصلة. بدلا من ذلك، ينبغي رفع سلالات الفرعية من ذو الغطاء البني في علم التصنيف.

## الوصف
يقاس هذا طمارين بين 218-240   مم من طرف الأنف إلى بداية الذيل ويبلغ طول ذيله 316–341   مم. طول الأذن 31-31   مم. الرأس أسود، مع طوق أسود من الشعر المستمر تحت الحلق. يكون الخطم وأحيانًا الوجه أبيضًا نقيًا، والرقبة بها كشكش من الفرو الذهبي الفاتن إلى الظهري، ويتناقض بشكل حاد مع التاج الأسود. جزئها السفلي برتقالي. ذيل طويل ليس عضو تكيف للإمساك، كما هو الحال في جميع طمارين، وعيون كبيرة تواجه الأمام. هذا النوع أحادي الشكل. أنه يحتوي على الأنياب الكبيرة والأظافر التي تشبه مخلب على جميع الأصابع باستثناء الإبهام.

## السلوك
طمارين ذو الوشاح الذهبي هو قرد شجري، نهاري من الأنواع التي تتعايش خلال أشجار الطبقة السفلى، والانتقال رباعي الأرجل في المشي والقفز. يعد القفز هو النمط الرئيسي لعبور الفجوة في الحركة، وعلى الرغم من أنه يتناقص بالتناسب مع الاستخدام الأعلى لطبقات الغابات العليا. ويأكل أساسا الفاكهة والرحيق والحشرات ولكن أيضا تستهلك لحاء الأشجار من أي فتحات أو ثقوب طبيعية أوجدتها السيبويلا القزمي. نظرًا لصغر حجم جسمها، ومحدودية حجم القناة الهضمية، والمعدل السريع لمرور الطعام، تتطلب أنواع طمارين نظامًا غذائيًا عالي الجودة في المواد الغذائية والطاقة المتاحة. المياه المتراكمة على الأوراق وفي أكواب الزهرة المجوفة أو الملفوفة.

### الإشارات الكيماوية
النسناس والقردة تمتلك لغة اتصال عالية المستوى في السلوكيات. وترتبط بشكل وثيق مع السلوكيات الأستكشاف. في جميع الأنواع، فأن لغة التواصل من ابرز الصور النمطية وأنماط علامات رائحة تعتبر طريقة مهمة للتواصل بحيث يتم تنفيذ معظم علامات الرائحة على العناصر الموجودة في البيئة. بالإضافة إلى ذلك، يتم الإبلاغ عن تحديد جثث الشركاء للعديد من الأنواع.

## التكاثر
تعيش هذه الطمارين في مجموعات صغيرة من أربعة إلى تسعة أفراد عادةً، ولهم بعض الصفات الإنجابية المثيرة للاهتمام. إنهم يلدون توأمان، ولا تولد سوى أنثى واحدة (الفرد المهيمن) السلالات في أي مجموعة اجتماعية واحدة. الهرمونات الموجودة في بول الأنثى المهيمنة تقمع الدورات التناسلية في الإناث التابعات للمجموعة. المجموعات متعددة الزوجات.
معدل الحمل يبلغ 140 يومًا. القشيات بشكل عام هي فريدة من نوعها في شدة علاقاتها مع الأطفال الرضع. يمكن حمل المواليد الجدد من اليوم الأول من قبل أعضاء المجموعة بخلاف الأم (بما في ذلك الذكور في المجموعة). يحدث الفطام من 9 إلى 13 أسبوعًا، عندما يتم الحصول على معظم الأطعمة التي يتم تناولها من خلال المشاركة أو السرقة. في مرحلة الفياعة (التي تبدأ من 4 إلى 7 أشهر) قد تحدث «معاركتين توأمين»، خاصة بين توأمين من نفس الجنس، لتحديد اختلافات الحالة. تبدأ المرحلة الفرعية للبالغين من عمر 9 إلى 14 شهرًا، وللحيوان الصغير حجم ومظهر شخص بالغ. البلوغ يحدث في هذا الوقت ولكن الشباب لا تتكاثر. في مرحلة البالغين (تبدأ من 12-21 شهرًا)، يتم بلوغ النضج الجنسي.

## حالة الحفظ
في عام 2008، تم تقييم طمارين ذو الوشاح الذهبي بواسطة القائمة الحمراء للـ IUCN . يتم سرد هذا النوع على أنه " قريب من التهديدات" في ضوء الانخفاض المتوقع في المستقبل بحوالي 25٪ على مدار ثلاثة أجيال (18 عامًا) بسبب المعدلات المرتفعة لإزالة الغابات. إن الغابات التي تقع على طول نهر ريو ياسوني في الإكوادور نائية ولم تتأثر حتى الآن بأي تأثير يذكر من الأنشطة البشرية، بخلاف المخيمات المحلية الصغيرة للتنقيب عن النفط. ومع ذلك، فإن أي حدوث للبترول في المنطقة، سيؤدي إلى إنشاء مشاريع بجوار طريق بومبيا - إيرو السريع، وهو ما يسبب القلق بشأن مستقبل هذه الغابات وحياتها البرية.

## روابط خارجية
- Infonatura نسخة محفوظة 24 يونيو 2009 على موقع واي باك مشين.